# Euphorbia pekinensis
Euphorbia pekinensis är en törelväxtart som beskrevs av Franz Josef Ivanovich Ruprecht. Euphorbia pekinensis ingår i släktet törlar, och familjen törelväxter.

## Underarter
Arten delas in i följande underarter:
- E. p. asoensis
- E. p. pekinensis

## Bildgalleri

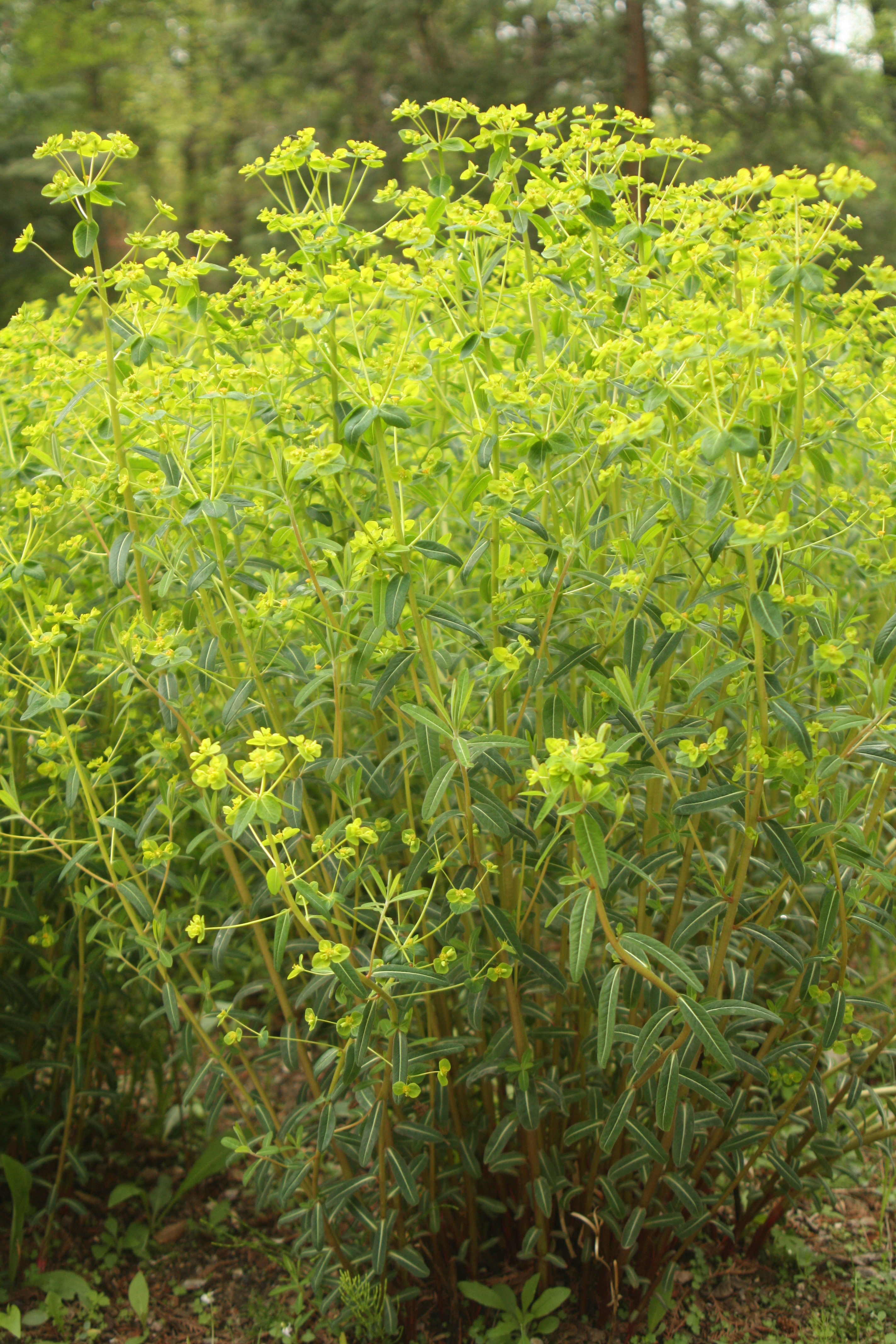
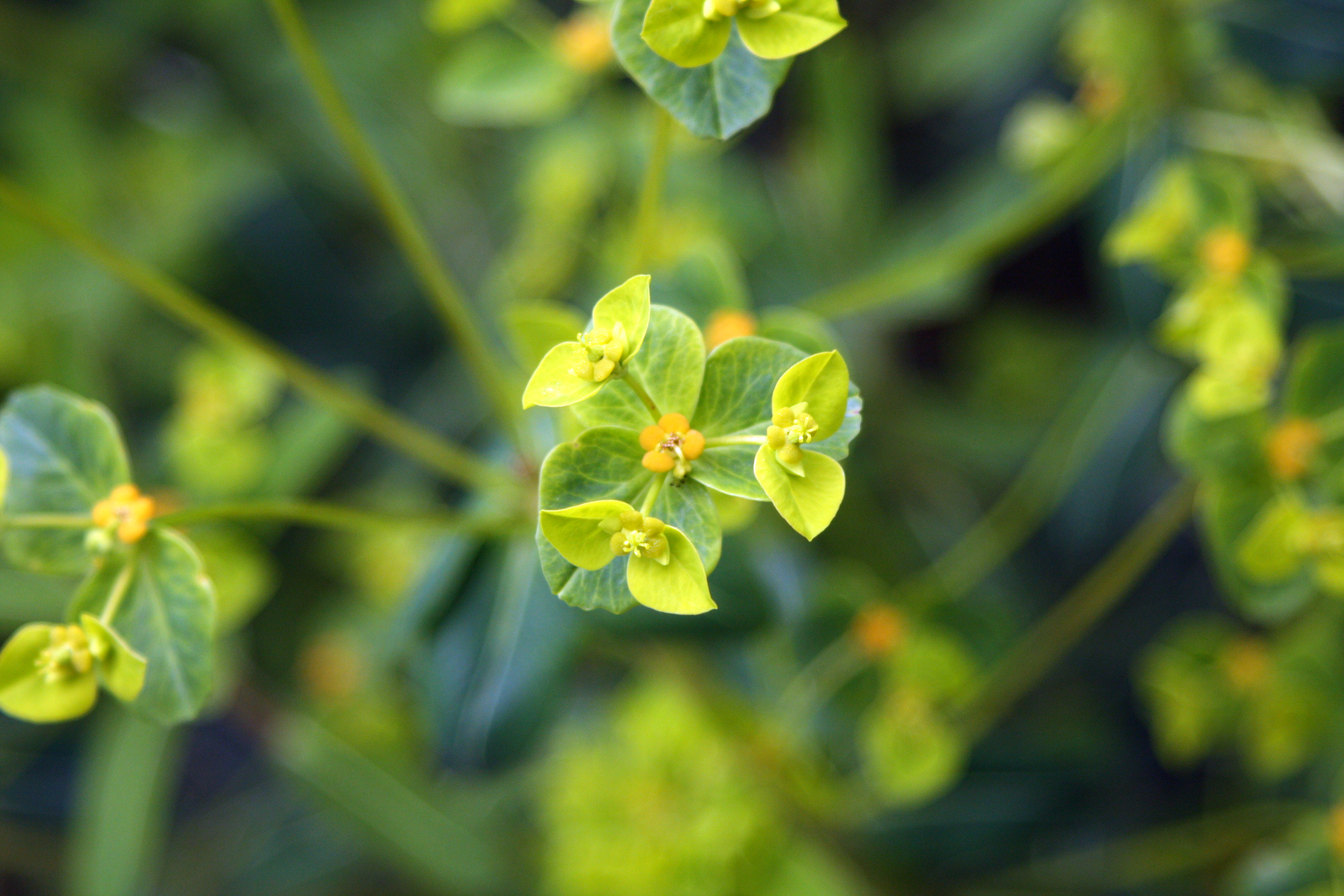
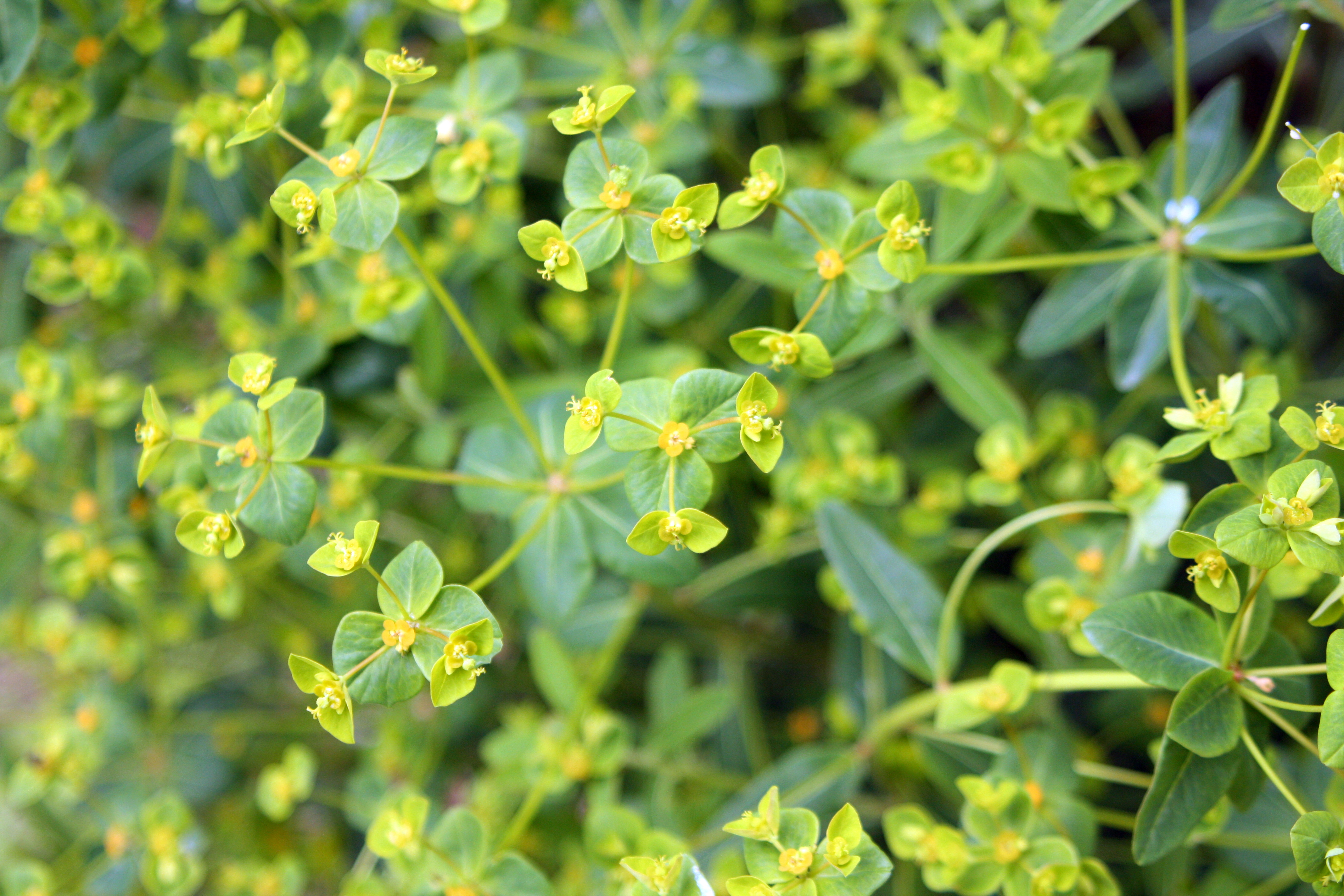
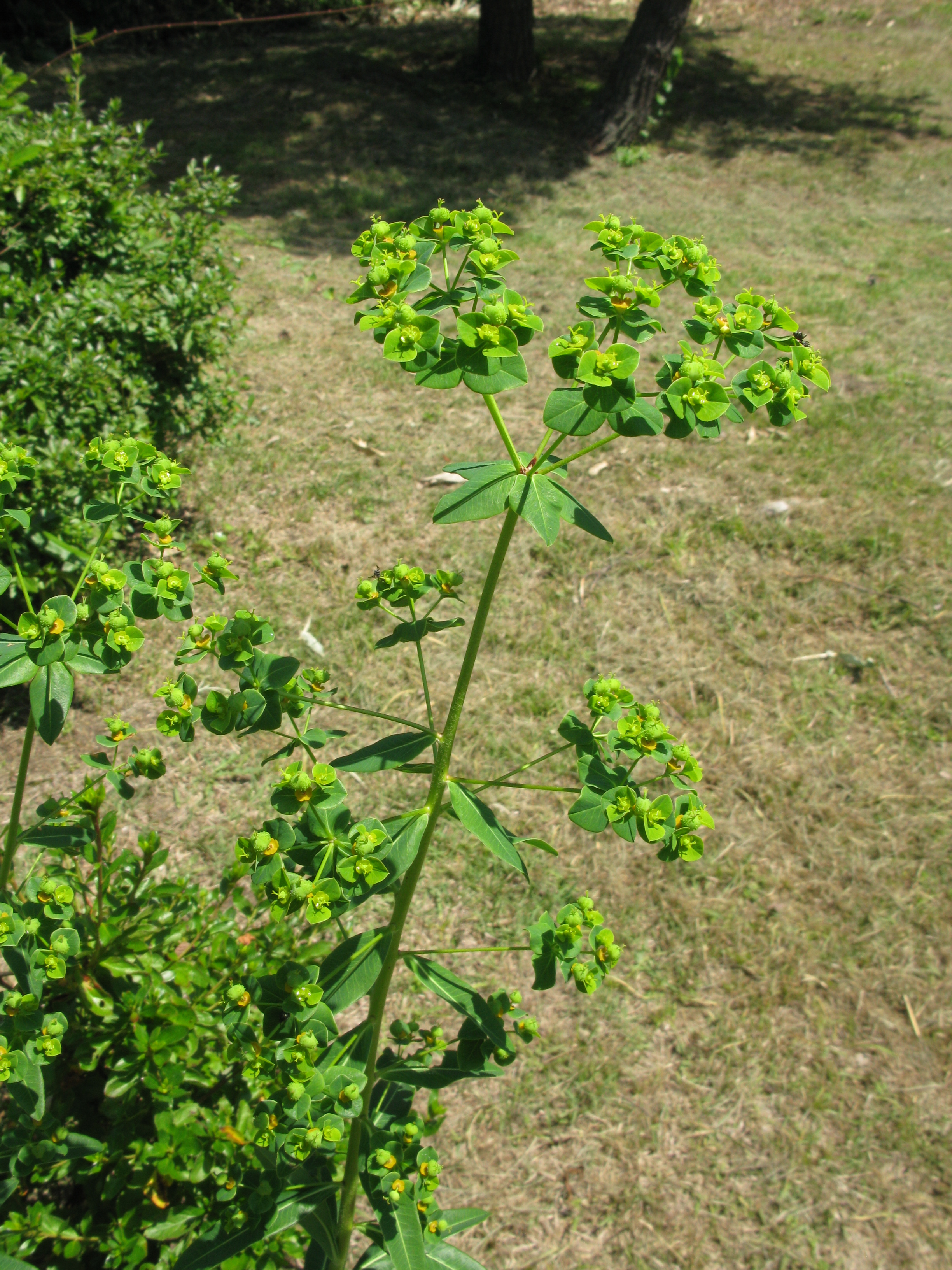